# Бальгштедт
Бальгштедт (нім. Balgstädt) — громада в Німеччині, розташована в землі Саксонія-Ангальт. Входить до складу району Бургенланд. Складова частина об'єднання громад Унструтталь.
Площа — 32,58 км2. Населення становить 1095 ос. (станом на 31 грудня 2021).

## Галерея

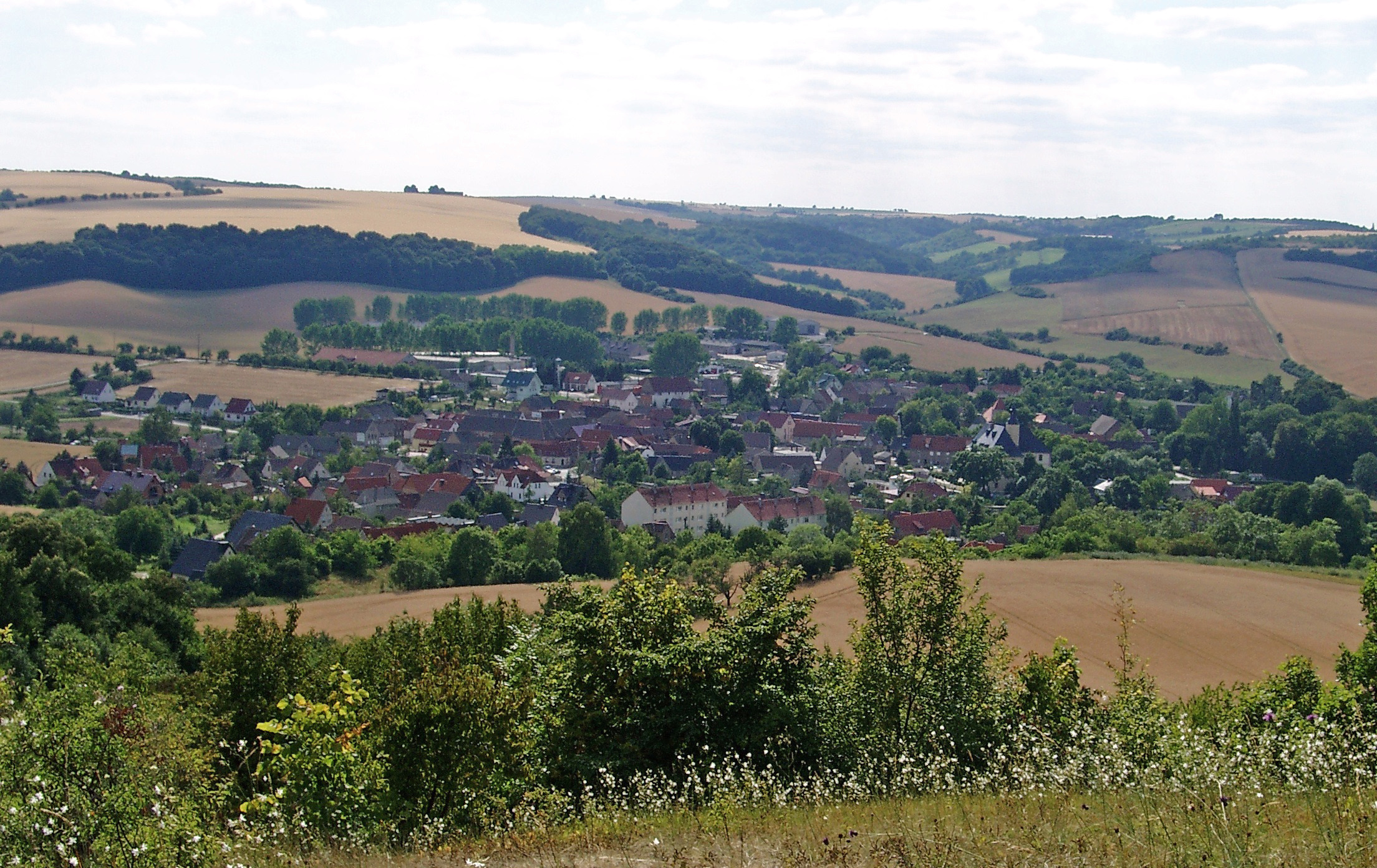
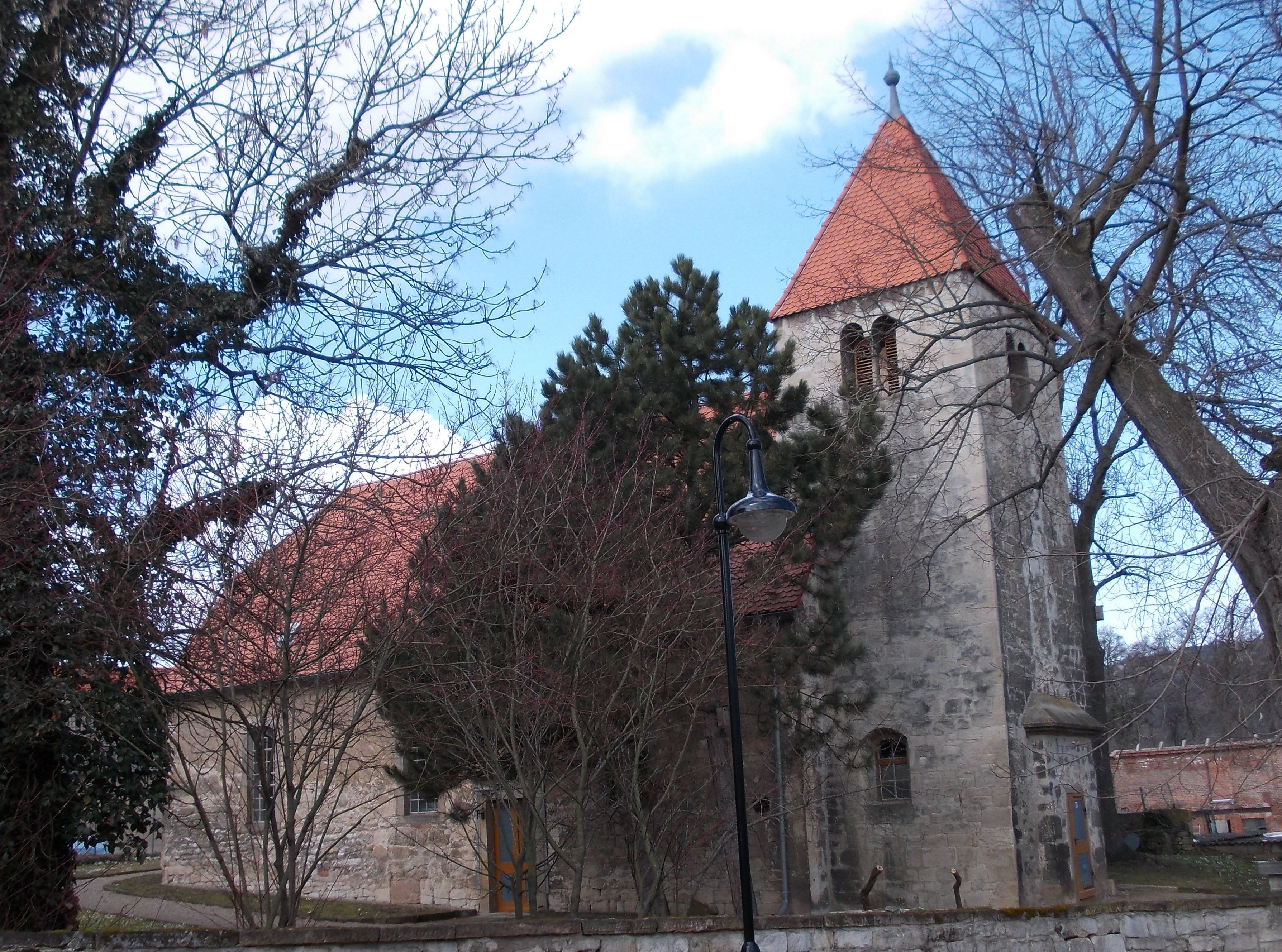
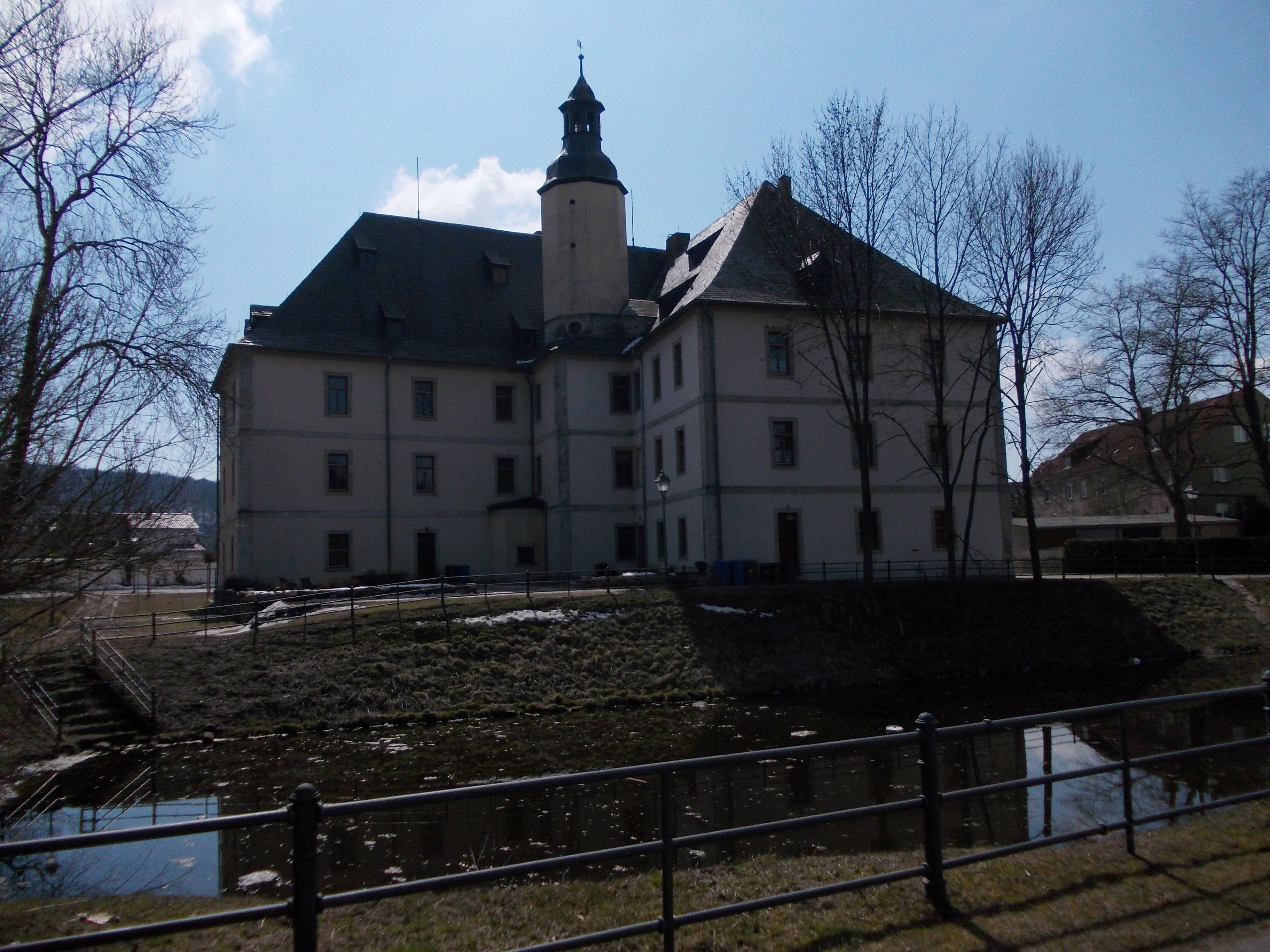
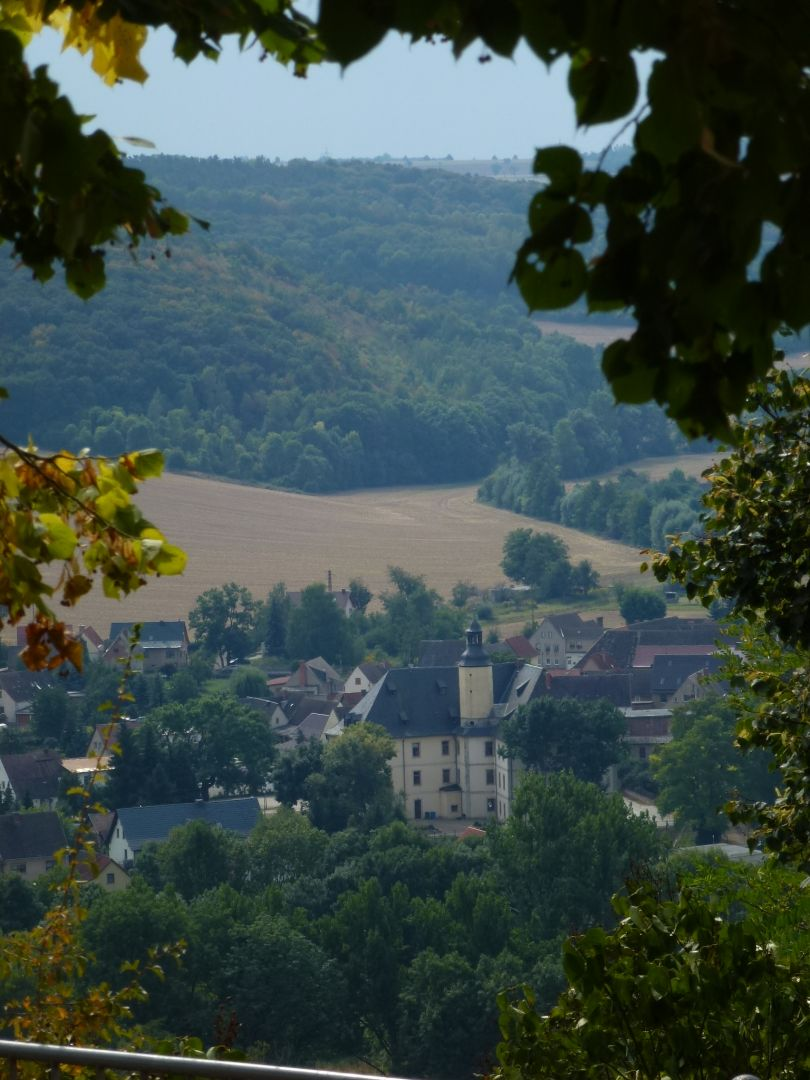